# 圣罗莎-迪维特布
圣罗莎-迪维特布是巴西圣保罗州的一个市镇。总面积289.669平方公里，总人口24049人，人口密度83人/平方公里。